# 三和村 (新潟県)
三和村（さんわむら）は、新潟県の南西にある中頸城郡のほぼ中央に位置していた村。上越市への通勤率は43.5%（平成12年国勢調査）。2005年1月1日に上越市に編入し、村域は地域自治区三和区となった。

## 地理

### 隣接していた自治体
- 上越市
- 中頸城郡
  - 頸城村
- 東頸城郡
  - 浦川原村
  - 牧村

## 歴史

### 沿革
- 1955年（昭和30年）10月1日 - 中頸城郡里五十公野村、上杉村、美守村が合併し、三和村が発足。
- 2005年（平成17年）1月1日 - 上越市に編入され、村域は地域自治区「三和区」となる。

## 行政
- 村長：高倉英雄（1998年7月24日から）

## 経済

### 産業
- 産業人口
  - 第1次産業：429人
  - 第2次産業：1,246人
  - 第3次産業：1,529人

## 姉妹都市・提携都市

### 国内
- 全国三和サミット：1988年7月提携、市町村合併により2004年2月19日解散
  - 三和町（茨城県猿島郡、現古河市）
  - 三和町（京都府天田郡、現福知山市）
  - 三和町（広島県双三郡、現三次市）
  - 三和町（広島県神石郡、現神石高原町）
  - 三和町（長崎県西彼杵郡、現長崎市）

## 教育
- 上杉小学校
- 美守小学校
- 里公小学校
- 三和中学校

## 交通

### 鉄道路線
なし

### 道路
廃止時では高速道路は通っていない。
- 一般国道
  - 国道253号

## 名所・旧跡・観光スポット・祭事・催事
- 米パラダイス
- 米と酒の謎蔵
- 水科古墳群